# 素晴らしき日曜日
『素晴しき日曜日』（すばらしきにちようび）は、1947年公開の日本映画である。監督は黒澤明。敗戦直後の東京で貧しい恋人たちがデートをする中で厳しい現実に直面し、それに立ち向かい力強く生きようとする姿を通して、当時の日本社会をリアルに描いた作品。モノクロ、スタンダードサイズ、109分。
劇中の終盤で、登場人物が画面の中から映画の観客に向かって拍手を求める（＝「第四の壁」を破る）という実験的な演出を試みている。

## ストーリー

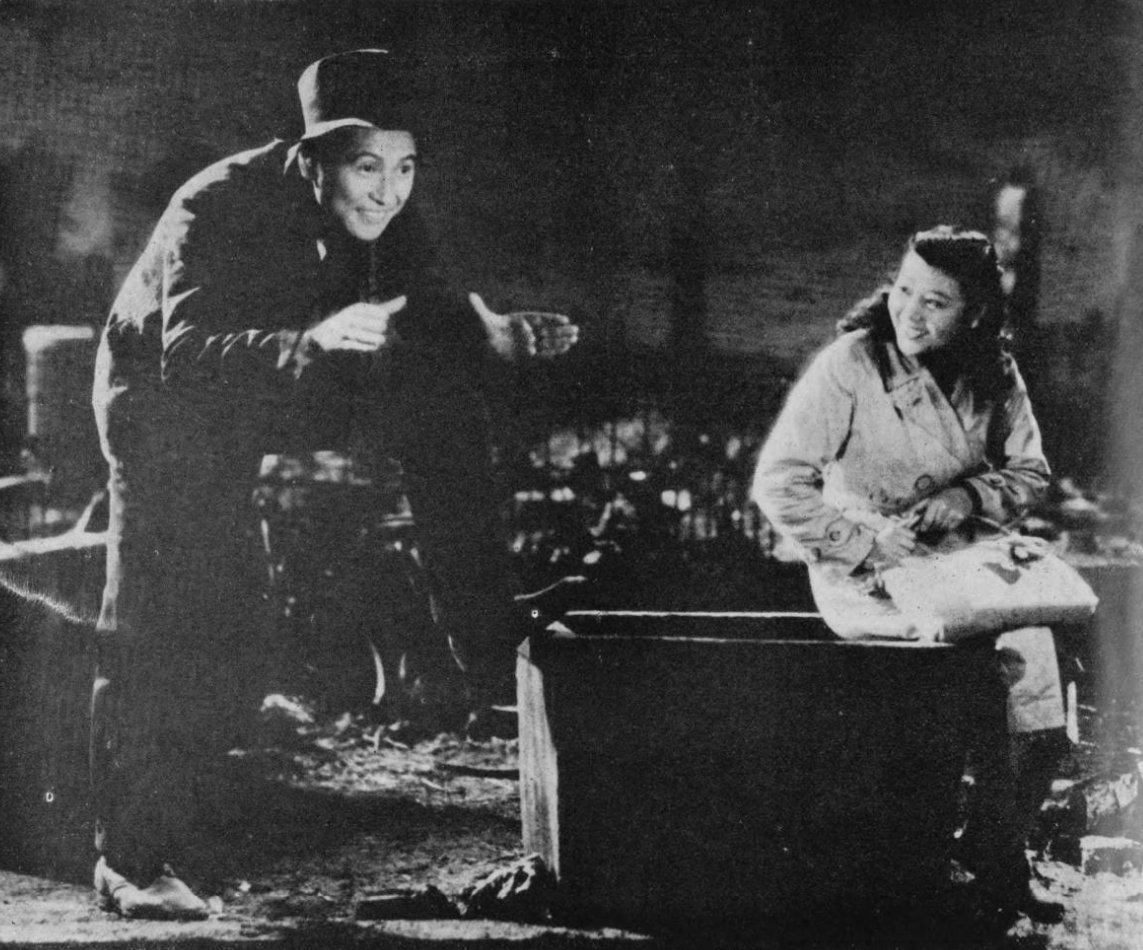
沼崎勲、中北千枝子

戦争の傷跡が残る東京。雄造と昌子のカップルは毎週日曜日にデートをするのが習慣だった。1947年2月16日の日曜日、省線電車のとある駅で昌子を待つ雄三は、足元に落ちていた誰かの吸い残しのタバコを拾い、それを吸おうとする。そこへ現れた昌子が、それをたしなめる。落ち合ったふたりの所持金は合わせて35円だった。雄三より多く金を持っていた昌子がデートコースの主導を宣言し、郊外にあり、入場無料の建売住宅展示場へ行くことを提案する。費用10万円の住宅は建売の中では格安とはいえ、ふたりにとっては高嶺の花である。
雄造は戦前、ベーカリーカフェの開業を目指していたが、召集のために挫折し、さらに肉親を失って天涯孤独となったことから、自暴自棄になり、しきりにふさぎ込むようになっていた。昌子は、庶民の夢の代名詞である一戸建てを見せることで、雄造のかつての夢を思い出させようとしたのだ。雄造は「今は現実的にならなきゃだめだ。夢で腹はふくれない」と、取り合おうとしない。そこへやって来た客から、ふたりで住むことができそうなアパートの物件が近くにあると聞き、ふたりは早速向かうが、管理人の男は陰険な人物で、内見に来た雄造と昌子の風体を見て冷やかしと判断し、アパートの環境がいかに劣悪であるかを並べ立てて追い払おうとするため、ふたりは借りる気を失う。
雄造は空き地で野球に興じていた子供の中に交じり、バッターとなった。雄造の打ったボールは饅頭店に飛び込み、潰れて売り物にならなくなった10円分の饅頭を買い取る羽目になる。所持金は残り25円になった。昌子は雄造が脱いだコートのポケットから名刺がこぼれ落ちているのを見つける。それは彼の旧友で、西銀座でダンスホールを経営する瀬川の名刺だった。昌子は「行ってみましょうよ」と提起する。出向いてみると、そこは大衆的なダンスホールではなく、高級キャバレーであった。雄造はひとりで店内に入り、瀬川への面会を申し出るが、見すぼらしい雄造の風体は怪しまれ、支配人によって厨房の奥へ案内される。彼は残飯と投げ銭をねだる浮浪者と間違われたのだった。厨房には先客の浮浪者の男がおり、雄造は支配人にもらった封筒入りの金をその男に押し付けて店を出た。瀬川には会えずじまいとなった。
雄造と昌子がベンチで弁当を食べていると、浮浪児が近づき、「分けてくれよ」と10円札を差し出した。昌子が受け取るのを拒み、タダでおにぎりを手渡すと、「無理するなよ。人のことより自分の心配をしな」と笑った。ふたりは子供ながら世を捨てたような彼の様子に心を痛め、急いでその場を離れた。
強い雨が降ってきた。雨宿りをしていた公園のあずま屋の柱に、日比谷公会堂でこの日行われるシューベルトの『未完成交響曲』などの演奏会を告知するポスターが貼られていた。『未完成交響曲』はふたりにとって、初めてのデートで訪れた日比谷野外音楽堂での演奏会で聞いた思い出の曲だった。急いで電車に乗れば開演に間に合うことや、所持金を全部はたけば、10円のB席を2枚買えることがわかり、ふたりは雨の中を急ぐ。公会堂の窓口では愚連隊が行列に割り込んで10円のB席を買い占め、15円で売りつけるダフ屋行為を始めていた。激昂した雄造は愚連隊のひとりを殴りつけたことで、袋叩きにされてしまう。
雄造は落ち込み、昌子に別れを告げたが、昌子は彼の下宿までついて来る。雄造は嗚咽し、「世の中がつくづくいやになった。僕には君だけなんだ」と叫んで、彼女の体を求めようとする。怖れた昌子は雨の中へ飛び出すが、やがて戻ってきて、観念したように、泣きながら濡れたコートを脱ごうとする。心を打たれた雄造はそれを押しとどめ、「バカだな。いいんだよ」と、昌子をいたわる。昌子に詫び、どうにか彼女を元気づけようとする雄造は、そのうち本来の快活さを取り戻していく。
雨がやんだ。ふたたび街に出たふたりはベーカリーカフェへ入り、残りの所持金の大部分である20円を使うつもりで、コーヒーと菓子を注文する。勘定書きを見て雄造は驚く。コーヒーは1杯5円、菓子も5円だったが、コーヒーに付けられたミルクにも5円の価格が乗っていたため、合計の代金が30円となったのだった。支払いに10円足りなくなり、雄造は抵当としてコートを店主に預け、店を出る。雄造は昌子に「僕はあんなあくどい店はやらないぞ」と叫び、焼け跡の空き地をベーカリーの予定地に見立て、間取りや装飾、メニューなどの夢を聞かせる。野次馬が集まってきたので、恥ずかしくなったふたりはその場を離れる。
ふたりがたどり着いたのは、思い出の地・日比谷野外音楽堂だった。「君に『未完成交響楽』を聴かせてあげるよ」と告げた雄造は、ステージに上がり、オーケストラの指揮者のように、指揮棒を振る真似をし始める。音楽堂には強い風の音が鳴るばかりだった。昌子は客席でひとり拍手をし、何度も何度も雄造を励ました。そのうち雄造はステージの縁に腰掛け、うなだれてしまう。昌子はステージに駆け上がり、客席（=視線上はこの映画の観客）に向かって叫ぶ。
「皆さん、お願いです。どうか拍手をしてやって下さい。世の中にはあたしたちみたいに貧乏な恋人がたくさんいます。そういう人たちのために、どうかみなさんで拍手を送ってください……」
雄造は立ち上がる。昌子は泣きながら「ありがとうございます」と頭を下げる。雄造もまた音楽堂の客席（=視線上はこの映画の観客）にまっすぐ視線を送り、おじぎをする。すると、ふたりの耳にオーケストラの調律の音が聴こえてくる。昌子はバッグの中に入っていた編み棒を手渡す。雄造がふたたび「指揮棒」を振ると、ふたりの耳には『未完成交響楽』が高らかに鳴り響くのだった。ふたりは抱き合い、熱い口づけを交わす。
電車に乗って帰る昌子を見送った雄造は、プラットフォームに吸い残しのタバコが落ちているのを見つけるが、それを踏みつぶし、晴れ晴れした顔で夜空を見上げた。

## キャスト
- 雄造：沼崎勲
- 昌子：中北千枝子
- 与太者（ダンスホールの浮浪者）：渡辺篤（ロッパ一座）
- 饅頭屋：中村是好（エノケン一座）
- 街頭写真屋：内海突破・並木一路
- 闇屋風の男（住宅展示場の客）：菅井一郎
- ダンスホールの支配人：清水将夫
- アパートの受付の男：小林十九二
- 浮浪児：水谷史朗
- ダンサー：日高あぐり
- 闇屋の連れの女：有山緑
- 闇切符売り：堺左千夫
- ベーカリーの親爺：河崎堅男
- アパートの主人：森敏

## スタッフ
- 監督：黒澤明 ※クレジット上は「演出」
- 製作：本木荘二郎
- 脚本：植草圭之助
- 撮影：中井朝一
- 美術：久保一雄
- 録音：安恵重遠
- 音楽：服部正
- 演出補佐：小林恒夫
- 照明：岸田九一郎
- 音響効果：三縄一郎
- 編集、監督助手：今泉善珠[4]
- 撮影助手：斎藤孝雄[4]
- 現像：東宝フィルム・ラボラトリー[3]
- 特殊効果：東宝特殊技術部

## 製作
1946年、東宝撮影所では第2次東宝争議が発生し、ストライキに反対したスター俳優が「十人の旗の会」を結成のうえ東宝を退社し、新東宝の設立に参加した。東宝はスター主義の新東宝に対抗するため、組合主導で5本の監督主義作品を企画し、伊豆長岡温泉の旅館に合宿してシナリオを執筆した。
本作はその企画のうちの1本として企画されたが、黒澤は同じ企画作品の『銀嶺の果て』『四つの恋の物語』の脚本も書かなければならなかったため手が回らず、小学校の級友である植草圭之助と骨子について話し合い、植草に第1稿を任せた。1947年1月8日、撮影所近くの寮で黒澤とプロデューサーの本木荘二郎とともに第1稿の検討に入った。それから10日間かけて、黒澤と植草は寮に泊り込みで決定稿を執筆した。物語はD・W・グリフィス監督の無声映画『素晴らしい哉人生』をヒントにしたものである。「平凡で目立たない恋人」という設定に忠実な、スター的でない配役をするため、徴兵による長期ブランクから復帰したばかりの沼崎勲と、キャリア4年目の中北千枝子を起用した。いずれも世間的にはまだ無名の俳優であった。
東宝撮影所では本作を含めて4作品が同時に撮影に入ることになり、東宝従業員組合から、経費節約のためセットを使わずオールロケーションで撮影するように要求された黒澤は、本作をセミドキュメンタリー的な手法で作ることにした。撮影は新宿や上野動物園などで行われたが、演技経験の少ない沼崎がロケ地の見物人の前で緊張して演技ができなくなり、本木が製作部に交渉したことで撮り残したシーン（日比谷公会堂、日比谷野外音楽堂など）をセット撮影に変更した。
ラストシーンでは、中北演じる昌子が観客（第四の壁）に向かって話しかけ拍手を呼びかける、という実験的演出が試みられた。黒澤はこの演出で観客が拍手して映画に参加することを期待した。実際のシーンとなった黒澤案に対し、植草はこのあとに誰もいない舞台から拍手が聞こえ、何組もの主人公と同じ境遇の恋人たちが坐って拍手をしているという演出を主張したが、黒澤は自分の案を主張してゆずらなかった。沼崎演じる雄造が『未完成交響曲』に合わせて指揮棒を振るシーンでは、沼崎が音痴で振り方がぎこちないので、黒澤と音楽担当の服部正は指揮棒の振り方を教えるのに苦労したという。

## 評価
第21回キネマ旬報ベスト・テンでは6位に選ばれた。第2回毎日映画コンクールでは黒澤が監督賞、植草が脚本賞を受賞した。しかし、黒澤は本作を失敗作と考えており、「僕はこの作で監督賞をもらったりしたんだけれども、どうもそれほど気に入ってないんだな。仕事としては」と語っている。公開当時の批評は概ね好評だが、観客に向かって拍手を求める演出は賛否が分かれた。黒澤自身も「日本の観客は、なかなか拍手をしてくれないから、うまくゆかなかった」と述べている。
1989年に文藝春秋が発表した「大アンケートによる日本映画ベスト150」では80位、1999年にキネマ旬報が発表した「オールタイム・ベスト100 日本映画編」では82位に選ばれた。

## その他
- 『暮しの手帖』にある同名の読者投稿コーナーは無関係。こちらは「すばらしき―」と前半が平仮名表記だった。